# Hoskote
Hoskote is een dorp in het district Bangalore Rural van de Indiase staat Karnataka. 

## Demografie
Volgens de Indiase volkstelling van 2001 wonen er 36.333 mensen in Hoskote, waarvan 52% mannelijk en 48% vrouwelijk is. De plaats heeft een alfabetiseringsgraad van 70%. 